# آلباتروس دبلیو. ۳
آلباتروس دبلیو. ۳ (به انگلیسی: Albatros_W.3) یک هواگرد از نوع هواپیمای آب‌نشین دارای ارابه فرود هواگرد اژدرافکن ساخت شرکت آلباتروس فلوکتسایک‌ورک در آلمان است. هواگرد آلباتروس دبلیو. ۳ نخستین پروازش را در پیش از 1916 میلادی انجام داد. در مجموع، تعداد ۱ فروند از این هواگرد ساخته شده‌است.